# セグロカモメ
セグロカモメ (背黒鴎, 学名：Larus vegae) は、チドリ目カモメ科に分類される鳥類の一種。

## 形態
全長約60センチメートル。雌雄同色。背中と翼上面は明るい灰色で、頭部、首、腹、尾は白い。外側初列風切羽が黒く、先端に白斑がある。冬羽では後頭部から頸にかけて褐色の小斑がでる。くちばしは黄色く、下くちばしの先端近くに1つだけ赤い斑点がある。虹彩は黄色で、眼瞼（がんけん）は赤色。脚は薄いピンク。
若鳥は全身灰褐色で、くちばしが黒い。風切羽と尾の先は暗褐色。虹彩は褐色で、眼瞼は暗い赤褐色。

## 生態
海岸や河口、内陸の湖沼に生息する。海が荒れる日には河口から大きな河川に移動したりする。コロニーで繁殖。しばしば大群をつくる。枯草や海藻で巣を作り、2～3個の卵を産む。抱卵日数は24～28日で、雌雄交代で抱卵する。
雑食性で、英名の由来にもなっているニシン（ヘリング、Herring）などの魚類や昆虫、動物の死骸等を食べる。

## 分布
北東アジアで繁殖する。北方に生息する個体は冬には南にわたり越冬する。
日本では冬鳥として渡来し、最も普通にみられる大型カモメ類。

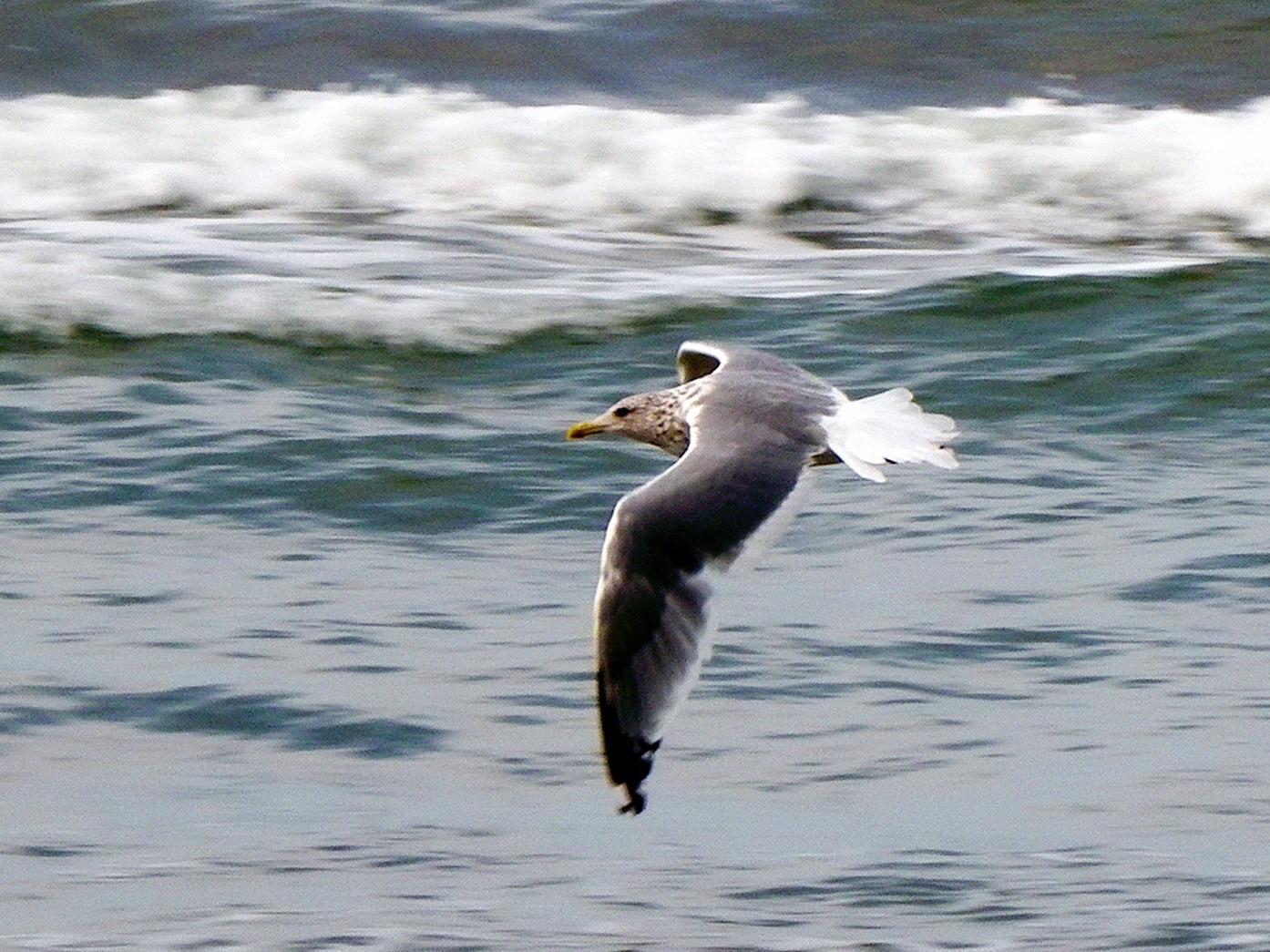
セグロカモメ（冬羽）

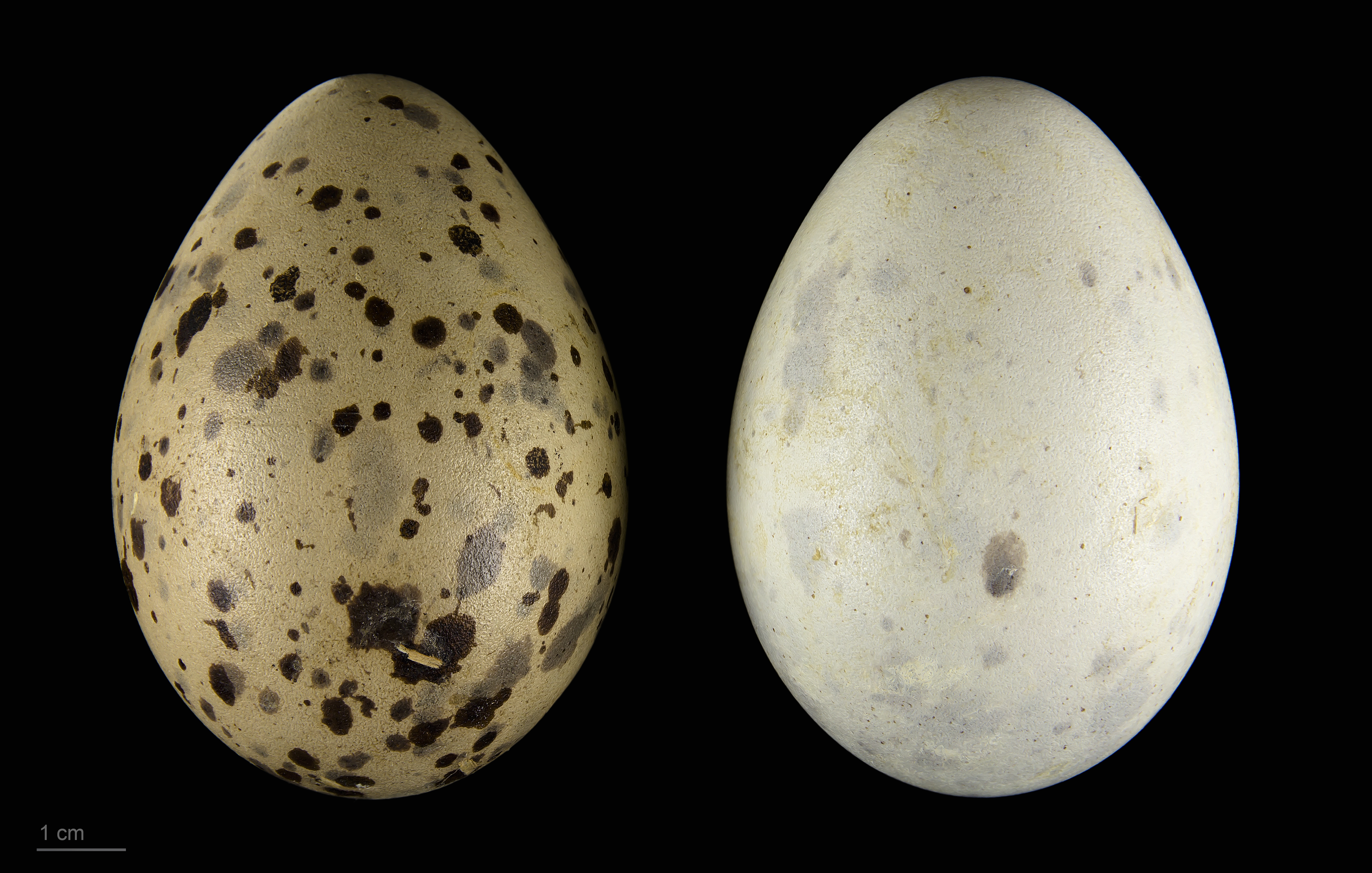
Larus argentatus argenteus

## 亜種
- L. v. birulai